# Otto Pollmann
Otto Franz Pollmann (Wesermünde, 3 de março de 1915 — Leer, 28 de fevereiro de 1958) foi um Kapitänleutnant da reserva com a Kriegsmarine e recebeu a Cruz de Cavaleiro da Cruz de Ferro com Folhas de Carvalho durante a Segunda Guerra Mundial.
Na propaganda nazista, Pollmann foi creditado com a destruição de 14 submarinos, embora apenas um, o naufrágio do HMS Tigris em fevereiro de 1943, possa ser comprovado.
Após a Segunda Guerra Mundial, Pollmann ingressou no serviço militar da República Federal da Alemanha com o Bundesmarine do Bundeswehr em 1 de julho de 1956, mantendo o posto de Korvettenkapitän (capitão de corveta).

## Sumário da carreira

### Condecorações
- Cruz de Ferro (1939)
  - 2ª classe (22 de maio de 1940)[2][3]
  - 1ª classe (3 de março de 1943)[2][3]
- Distintivo de Caça-Minas (23 de novembro de 1940)[2]
- Distintivo de Ferido em Preto (17 de julho de 1942)[2]
- Cruz Germânica em Ouro (26 de janeiro de 1944)
- Cruz de Cavaleiro da Cruz de Ferro (19 de maio de 1943) como Leutnant zur See da reserva e comandante do UJ 2210[4]
  - 461ª Folhas de Carvalho (25 de abril de 1944) como Oberleutnant zur See da reserva e comandante do UJ 2210[5]

### Promoções
Wehrmacht
- 1 de abril de 1939 – Funkgefreiter
- 1 de abril de 1941 – Matrosenobergefreiter
- 1 de setembro de 1941 – Steuermannsmaat da reserva
- 1 de novembro de 1941 – Steuermann da reserva
- 1 de dezembro de 1941 – Obersteuermann da reserva
- 1 de setembro de 1942 – Leutnant zur See da reserva
- 1 de janeiro de 1944 – Oberleutnant zur See da reserva
- 1 de março de 1945 – Kapitänleutnant da reserva

Bundeswehr
- 1 de julho de 1956 – Korvettenkapitän